# Geulhemmermolen
De Geulhemmermolen of Geulhemermolen is een middenslag watermolen in het dorpje Geulhem, gemeente Valkenburg aan de Geul, en is gelegen op de linkeroever van de Geul.
Het gebouw is een rijksmonument en tevens onderdeel van het Buitengoed Geul & Maas.

## Historie
De Geulhemmermolen heeft een rijke historie die teruggaat tot de elfde eeuw, het eerste jaartal dat in de geschiedenisboeken voorkomt is 1234.
Het huidige molengebouw en woonhuis zijn gedateerd in 1768 waarvan een gevelsteen met een chronogram boven de moleningang getuigt. In dat jaar werden de bestaande gebouwen geheel gerenoveerd door de toenmalige molenaar Arnoldus Josephus Quaedvlieg die in 1763 de molen in eeuwig durende erfpacht kreeg van het kapittel van Sint-Servaas dat sinds 1709 de molen in bezit had. Molen en woning werden door hem opgetrokken uit mergelsteen en werden voorzien van een pannen-zadeldak en hardstenen raam- en deuromlijstingen.
Quaedvlieg was eerder molenaar van de Oude Banmolen van Meerssen, de latere Grote Molen. In 1768 had Quaedvlieg ook de banmolen van Valkenburg in pacht.
De molen bleef eigendom van de familie Quaedvlieg tot 1855 toen hij werd verkocht aan Caroline Colpin, weduwe van Balthasar Cruts te Eigenbilsen (B.). Zij verpachtte deze aan Noël Brune, een bekende molenaar in Meerssen. In 1884 werd de molen door vererving eigendom van baron Rodoiphe de Lamberts Cortenbach die gehuwd was met de dochter Caroline Cruts-Colpin. En in 1920 verkocht Cortenbach de molen met huis, schuur, stal, erf en tuin aan de molenaar Joseph Biermans te Geulhem. Hij bleef met de betaling in gebreke, zodat de molen met aanhorigheden in hetzelfde jaar openbaar werd verkocht. De molen werd als hoogstbiedende toegewezen aan Fanny Enthoven, gehuwd met de industrieel Pieter Carel Zuyderhoudt, uit Berg en Terblijt. Door financiële problemen van het echtpaar Zuyderhoudt-Enthoven werd de molen in 1936 opnieuw in de openbare verkoop gebracht. Nieuwe eigenaar werd de gemeente Berg en Terblijt die plannen had om de molentak te dempen omdat de molen in het verleden een overstroming had veroorzaakt doordat zich vuil en hooi tegen de lossluizen van de molen had afgezet. Onder druk van de Stichting Het Limburgs Landschap en de Vereeniging De Hollandse Molen werd de gemeente er van weerhouden om haar plannen ten uitvoer te brengen en bleef de bestaande situatie gehandhaafd.
In het begin van de jaren veertig werd de molen gerestaureerd met medewerking van de Welstandsafdeling van de Limburgse Streekplannendienst en kon hij na lange tijd weer in gebruik worden genomen, hetgeen vooral in de oorlogsjaren voor de mensen in de omgeving een weldaad is geweest.

## Huidige eigenaars
In 1949 verkocht de gemeente de molen aan Joannes Bemelmans, die de molen reeds vanaf 1930 in pacht had. Toen Bemelmans in 1955 overleed werd de molen buiten gebruik gesteld. De erfgenamen van Bemelmans gingen over tot exploitatie van een café-restaurantbedrijf in de molengebouwen, waarbij in het midden van de jaren tachtig ook de molen werd opgenomen. In 2014 vroegen de toenmalige eigenaren Frank Marting en Kaatje Jans faillissement aan. In hetzelfde jaar tekende Henri Hochstenbag voor de overname. Hij is tevens de eigenaar en uitbater van café In den Ouden Vogelstruys in Maastricht. Delen van het gebouw werden gemoderniseerd, het waterrad werd in ere hersteld en draaide voor het eerst in zeventien jaar weer. Op 1 augustus 2023 werd de molen opnieuw verkocht. De familie Stroucken uit Amby kocht het gebouw, en exploiteert vanaf dan het horecabedrijf.

## Het molenrad
Het waterrad bevindt zich in een grotendeels open ombouw aan de zijkant van het molengebouw, waardoor een deel van het rad zichtbaar is. Het lessenaarsdak sluit aan op het hoge pannen-zadeldak van de molen, waardoor een harmonisch geheel ontstaat.
In de 19e eeuw werd de kracht werd geleverd door een laagwerkend middenslagrad met de aanzienlijke middellijn van 6,90 m. en een breedte van 0,86 m, dat in de jaren tachtig van de 19e eeuw van een krop werd voorzien.
In 1931 werd het bestaande waterrad vervangen door een ijzeren rad met houten schoepen afkomstig van de Groote Molen in Meerssen toen die werd uitgevoerd met een dubbele turbine. Dit rad heeft een middellijn van 5,70 m. en een breedte van 1,10 m. en is voorzien van een nieuwe gemetselde krop. De onderkanten van de schoepen kwamen hierdoor een halve meter hoger te liggen, hetgeen ten koste ging van het vermogen omdat een deel van het verval verloren ging.

## Maatregelen tegen wateroverlast
Om overstroming en wateroverlast door opeenhoping van vuil bij de lossluizen te voorkomen, werden deze in 1968 verwijderd. Omdat het water daardoor niet meer gestuwd kon worden, bleek dit een verkeerde ingreep te zijn omdat de Geul een barrière kwijt was en daardoor regelmatig leeg liep. Om dit te voorkomen werd in 1972 een nieuwe sluis met een schuif aangebracht. Door zijn afmetingen was deze echter niet met eenvoudig te bedienen en daarom werd een dubbel windwerk aangebracht zodat bediening door twee personen mogelijk was. Later werd het windwerk voorzien van een elektrische bediening, waardoor een minimum waterpeil in de molentak beter gehandhaafd worden. Aldus bleef het karakter van het  molengebouw behouden.

## Zie ook

Geulhemmermolen, details
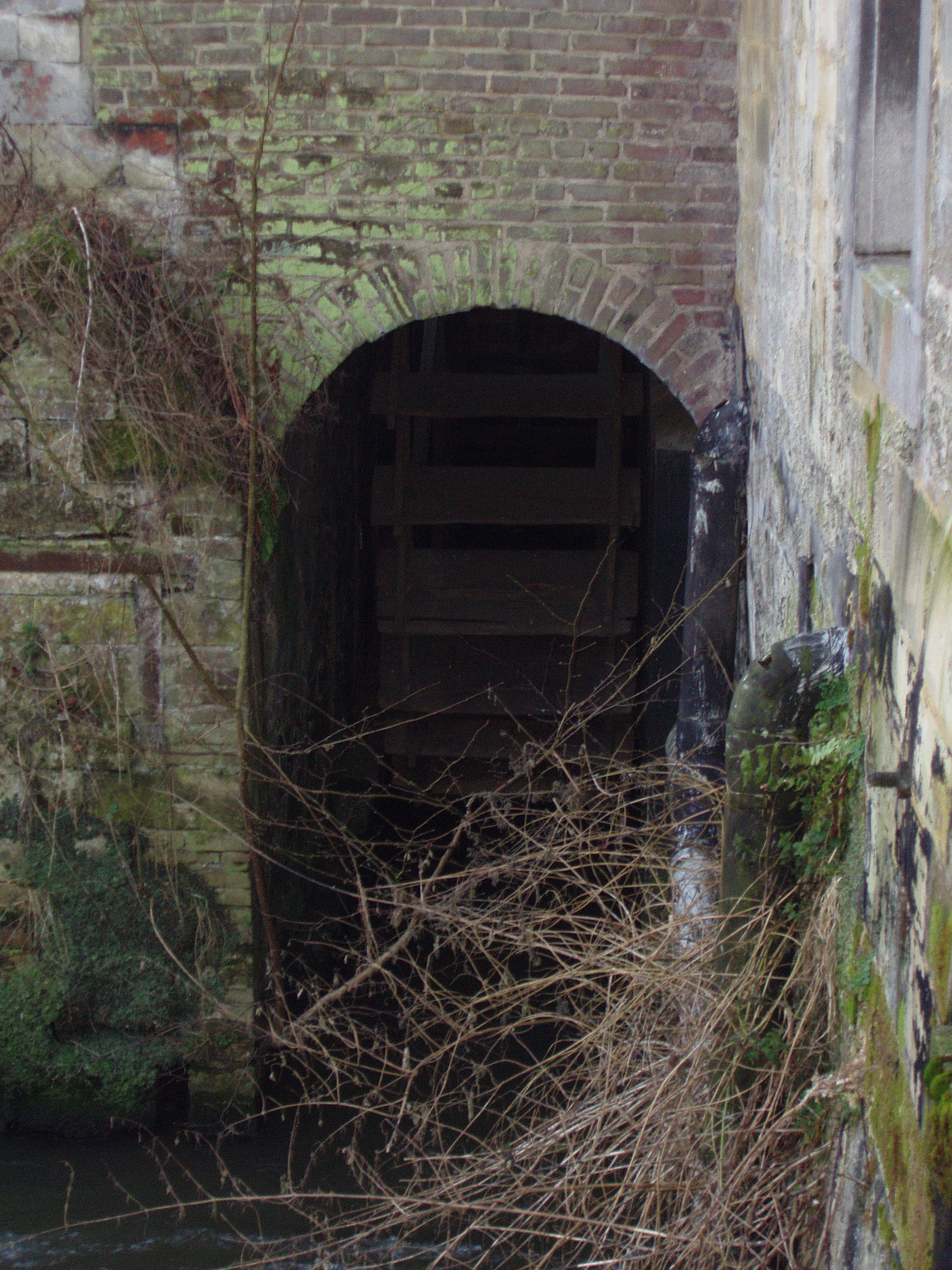
Zicht op het rad
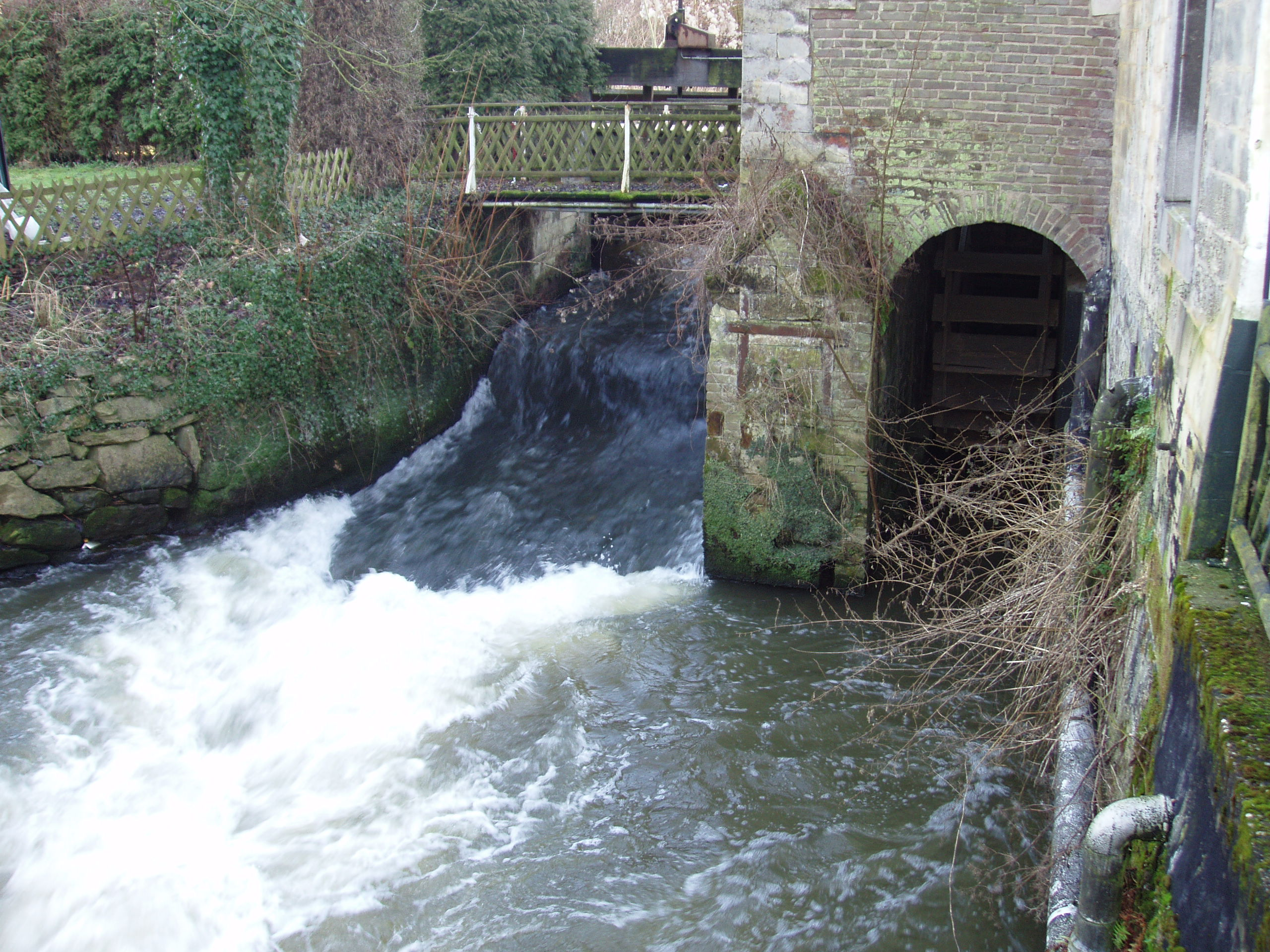
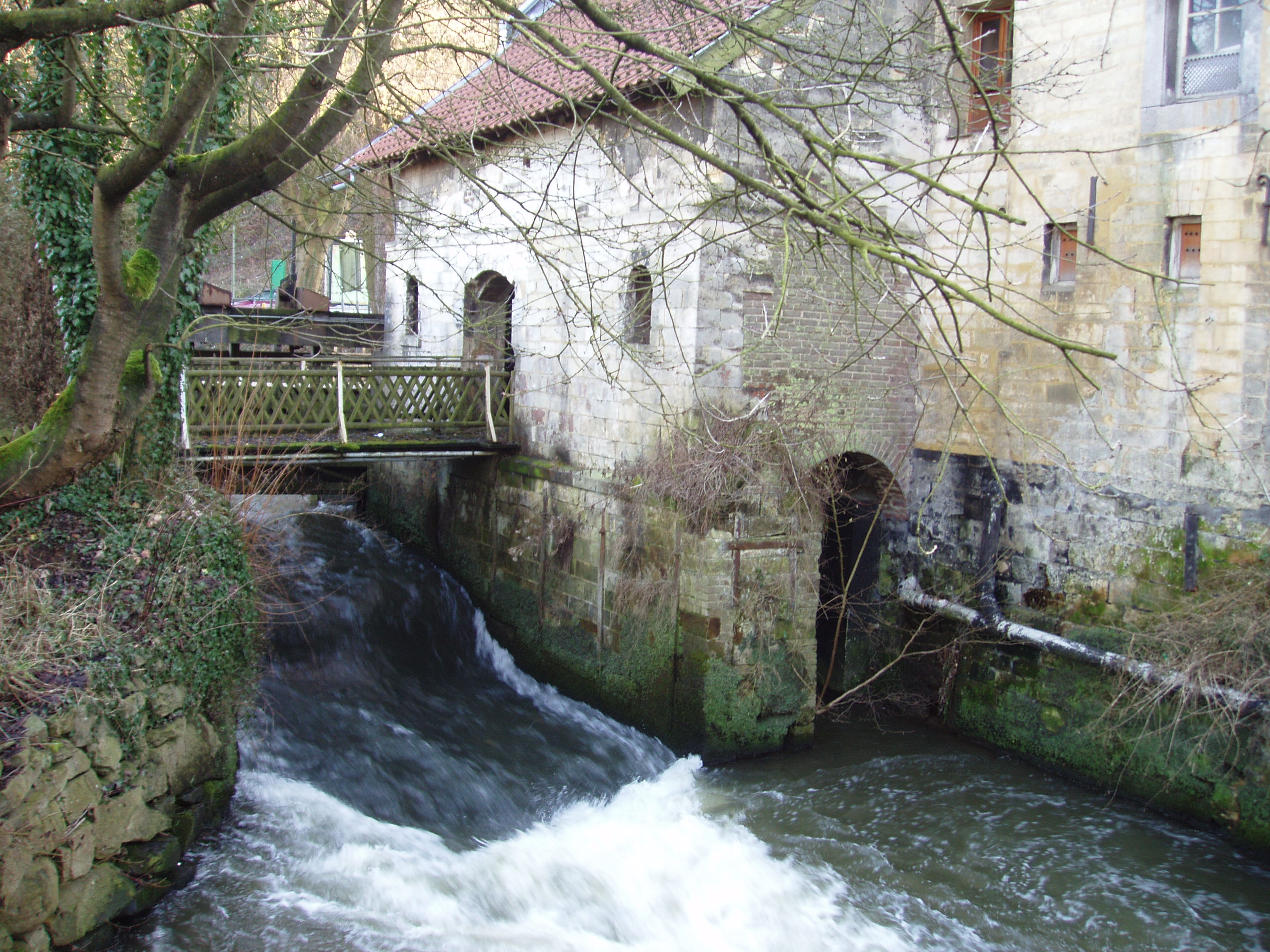
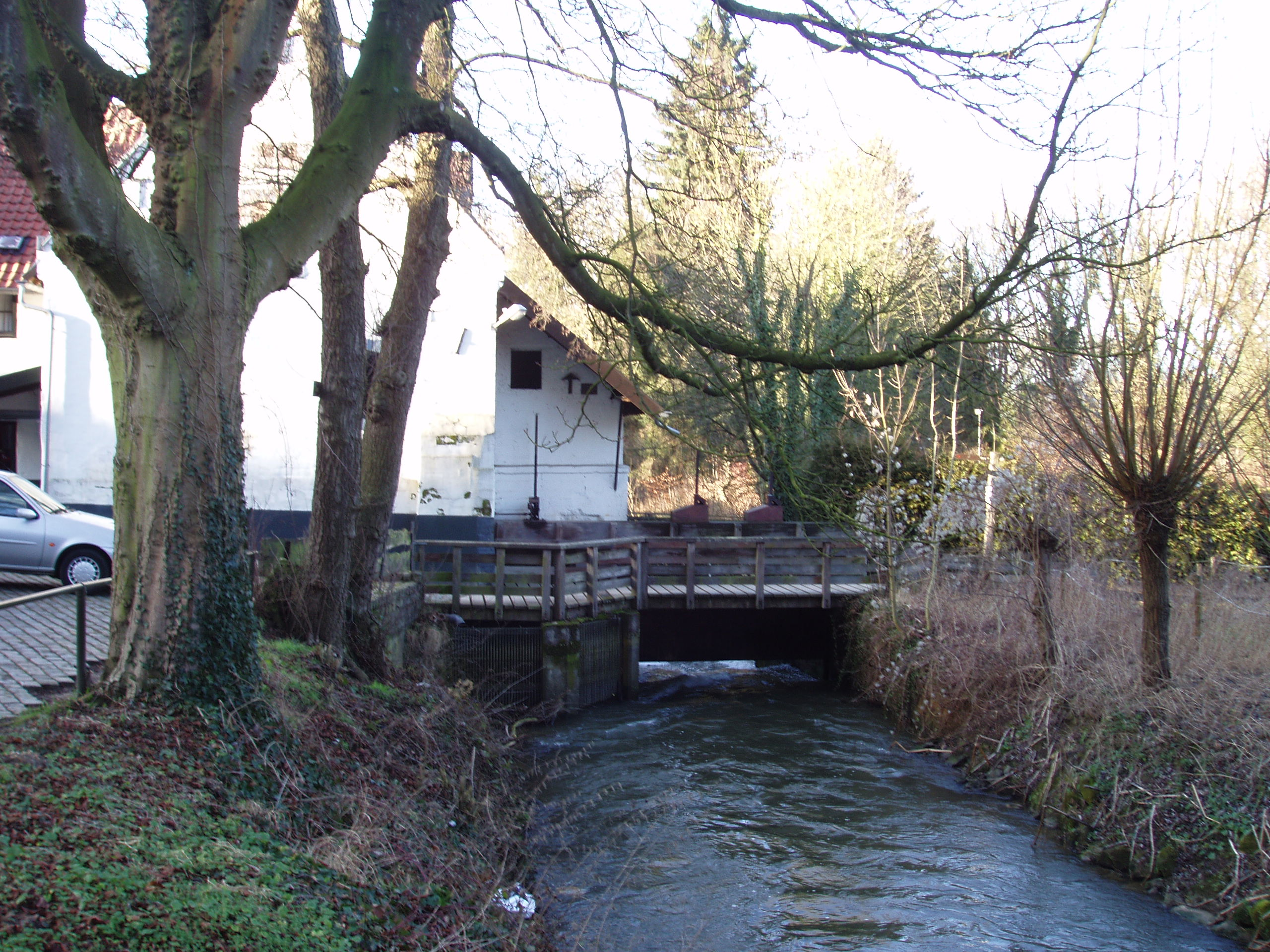
Vanaf stroomopwaarts gezien
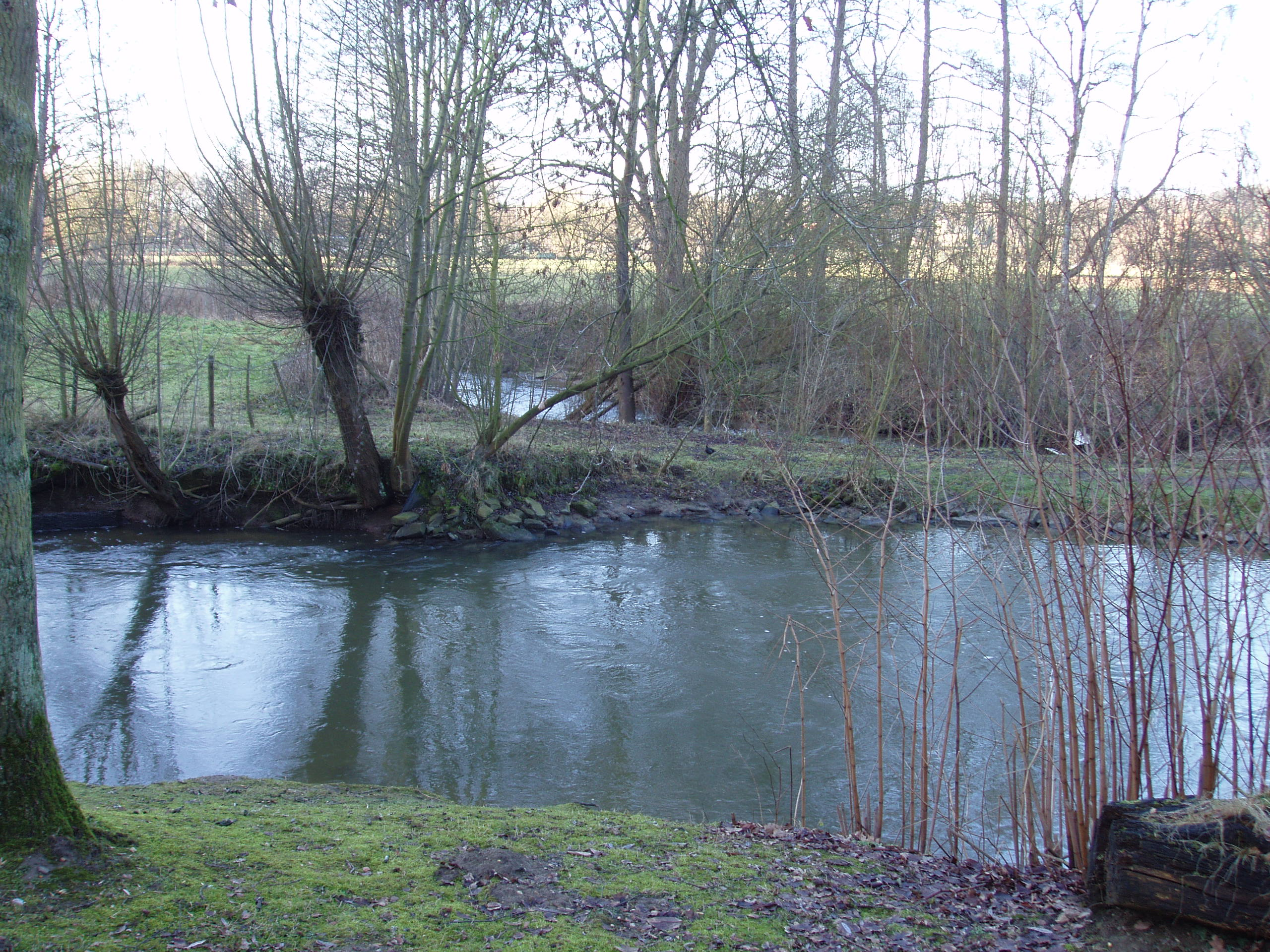
De molentak op de voorgrond en de Geul erachter
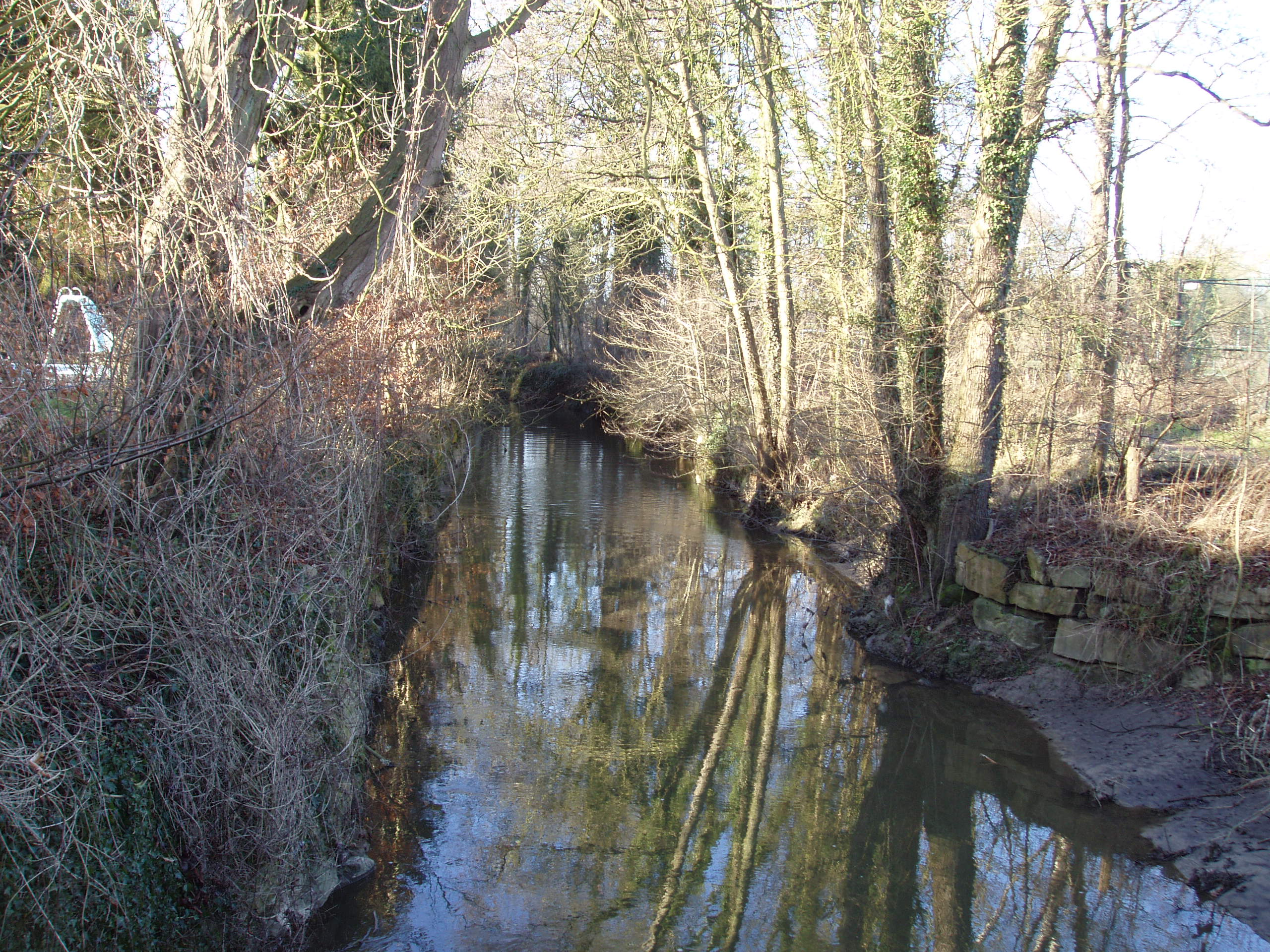
De Geul ter hoogte van de watermolen
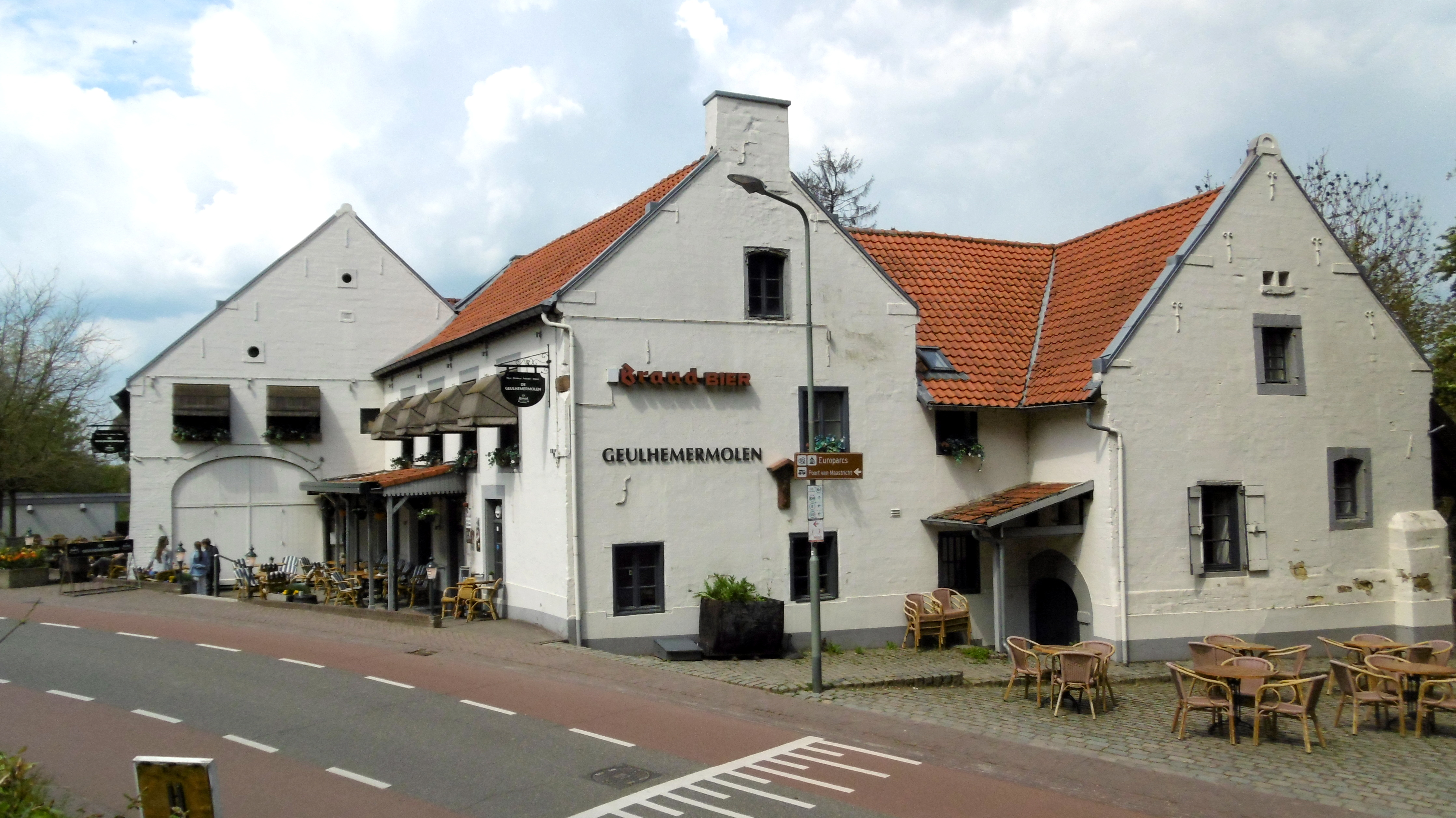
Het gebouw